# Lee Castle (South Lanarkshire)

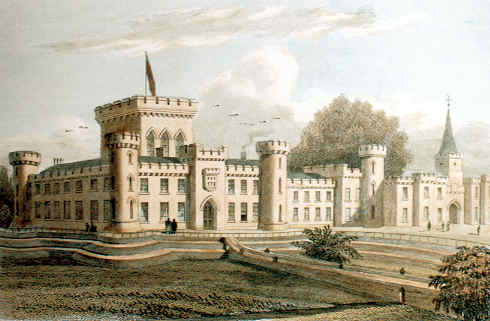
Zeichnung von Lee Castle 1830, von John Preston Neale

Lee Castle, auch einfach The Lee, ist ein zinnenbewehrtes Landhaus im Auchenglen, einem Seitental des Clyde-Tales in der schottischen Council Area South Lanarkshire. Es liegt etwa 1,5 km südlich des Dorfes Braidwood und 4 km nordwestlich von Lanark. Lee Castle war der Sitz der Lockharts of Lee von seiner Gründung im 13. Jahrhundert bis 1919; das heutige Haus allerdings ist ein Neubau aus dem 19. Jahrhundert.
Historic Scotland hat das Haus als historisches Bauwerk der Kategorie B gelistet und das Anwesen ist im Inventory of Gardens and Designed Landscapes in Scotland aufgeführt. Ein Taubenhaus ist als Außengebäude ebenfalls als Kategorie-B-Bauwerk klassifiziert.

## Geschichte
1272 erhielt William Locard das Baronat Lee. Sein Sohn, Sir Simon Locard (1300–1371), kämpfte in den Schottische Unabhängigkeitskriegen und begleitete anschließend Sir James Douglas bei seinem Versuch 1330, das Herz von König Robert the Bruce ins Heilige Land zu überführen. Nach dem Tod von Sir Douglas in der Schlacht gegen die Mauren in Spanien brachte Sir Locard das Herz des Königs nach Schottland zurück, wo es bei der Melrose Abbey beerdigt wurde. Er soll daraufhin das Herz und „Fetterlock“ seinem Familienwappen hinzugefügt haben. Er erwarb ebenfalls den Lee Penny, ein Amulett, das Heilkräfte haben soll und das in Besitz der Familie blieb.
Sir William Lockhart of Lee (1621–1675) kämpfte im englischen Bürgerkrieg zunächst für die Sache der Royalisten, wechselte dann aber die Seiten und heiratete später die Nichte von Oliver Cromwell. Lockhart wurde 1652 zu Cromwells Kommissar für Justizverwaltung in Schottland berufen. Er diente 1656 auch als englischer Gesandter am französischen Hof. Sein Bruder George Lockhart wurde zum Lord Advocate ernannt und kaufte die Besitzungen des Earl of Carnwath in Lanarkshire. Sein Sohn, der Politiker Sir George Lockhart of Lee (1673–1731), erbte die Ländereien von Lee und Carnwath. Er diente als Kommissar für den Act of Union 1707 zwischen England und Schottland, schloss sich aber später der jakobitischen Sache an. Er war in den Jakobitenaufstand 1715 verwickelt, entkam aber einer ernsthaften Bestrafung, kämpfte dann im Jakobitenaufstand 1745 und ging anschließend ins Exil. Der jüngere Bruder dieses George Lockhart of Lee, James, ging auch nach Übersee und kämpfte mit den Österreichern im Siebenjährigen Krieg. Er erbte die Besitzungen der Lees, indem er den Tod seines verräterischen, älteren Bruders inszenierte, und wurde 1782 zum Reichsgraf des Heiligen Römischen Reiches ernannt. Sein Neffe, Alexander Lockhard of Lee, Parlamentsabgeordneter für den Wahlkreis Berwick-upon-Tweed, wurde 1806 zum Baronet erhoben.
Zu dieser Zeit wurde das Parkland um Lee Castle angelegt, wie dies in den Landkarte von William Roy aus der Mitte des 18. Jahrhunderts vermerkt ist, auch wenn man die damalige Form des Hauses nicht kennt. Sir Charles Lockhart, 2. Baronet, (1799–1832), ließ 1817 ein neues Haus in Lee bauen, aber kurz nach seinem Tod beauftragte Sir Norman Lockhart, 3. Baronet, (1802–1849) James Gillespie Graham mit den Plänen für ein viel größeres Haus. Die Arbeiten daran begannen 1834, wobei das frühere Gebäude integriert wurde, und waren 1845 abgeschlossen. Der 5. Baronet ließ Ende des 19. Jahrhunderts am Parkland Veränderungen vornehmen; mit seinem Tod 1919 erlosch der Titel des Baronets. 1948 wurde das Anwesen an ein Nicht-Familienmitglied vererbt und in den 1970er Jahren wurde es aufgeteilt. Das Baronat Lee erhielt durch eine Petition an den Repräsentanten von Königin Elisabeth II., den Lord Lyon, King of Arms, der Much Honoured Terence Alvis of Lee, 23. Baron of Cam’nethan, 33. Baron of Lee.
Der 33. Baron Alvis of Lee ließ das Haus zehn Jahre lang restaurieren. In dieser Zeit, im Jahre 1981, wurde sein Sohn und Erbe geboren, Tai Alvis of Lee, 34. Baron of Lee. 2004 wurde das Haus zusammen mit 100 Hektar Grund und dem adligen Caput bei eBay zum Verkauf ausgeschrieben, wenn auch ohne Erfolg. Das Haus wurde später für einen Allzeit-Rekordpreis für ein privates, schottisches Heim an einen US-amerikanischen Käufer verkauft.